# Walter Dobschinski

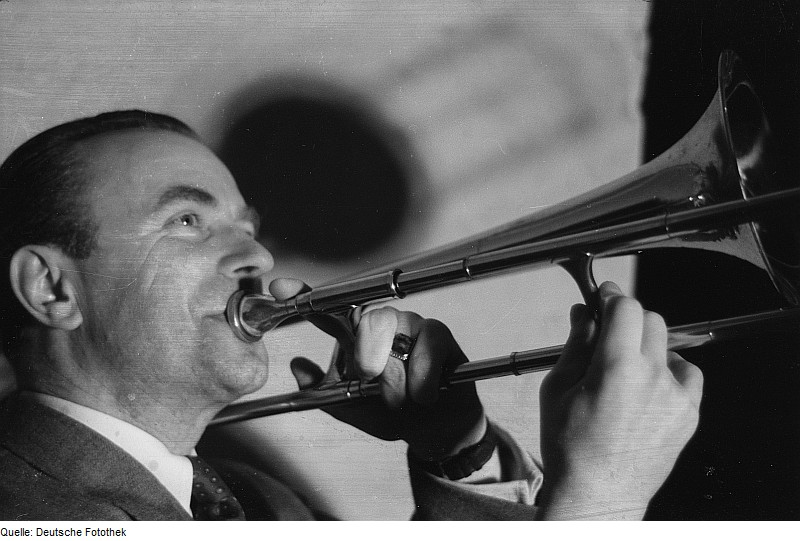
Walter Dobschinski mit Posaune im Jahr 1949

Walter Dobschinski (eigentlich: Dobrzynski; * 29. Oktober 1908 in Berlin; † 16. Februar 1996 in Berlin) war ein deutscher Posaunist, Bassist, Komponist, Arrangeur und Bandleader.

## Leben und Wirken
Er studierte am Berliner Konservatorium Musik und Harmonielehre. Vor dem Zweiten Weltkrieg spielte er im Orchester von Teddy Stauffer, im Krieg bei Kurt Hohenberger im Deutschen Tanz- und Unterhaltungsorchester und bei Henk Bruyns.
1947 kam er zum Berliner Rundfunk und stellte aus den Musikern des RBT-Orchesters (die aber in beiden Formationen spielten) und einigen zusätzlichen Musikern wie zum Beispiel dem Trompeter Macky Kasper seine Swingband zusammen. Vom Februar 1947 bis zum Juni 1949 (und dann noch in einer einzigen Aufnahmesitzung im Mai 1954) nahm er sehr viele Titel für Amiga auf, daneben aber auch für andere Schallplattenfirmen.
Eines seiner bekanntesten Stücke ist der Dob's(chinskis) Boogie.
Seine Grabstätte befindet sich auf dem Luisenfriedhof III am Fürstenbrunner Weg.

## Aufnahmen
1947
- Schade um die Zeit (Detlev Lais)
- Ay, Ay, Ay (Rita Paul)
- Wenn ich Dich seh’ (Detlev Lais)
- Amor, Amor (Peter Rebhuhn)
- Begin the Beguine (Rita Paul)
- Managua Nicaragua (Rita Paul)
- Ramona (Detlev Lais)
- Angelina (Ilja Glusgal)
- Tampico (Rita Paul)
- Bananas (Ilja Glusgal)

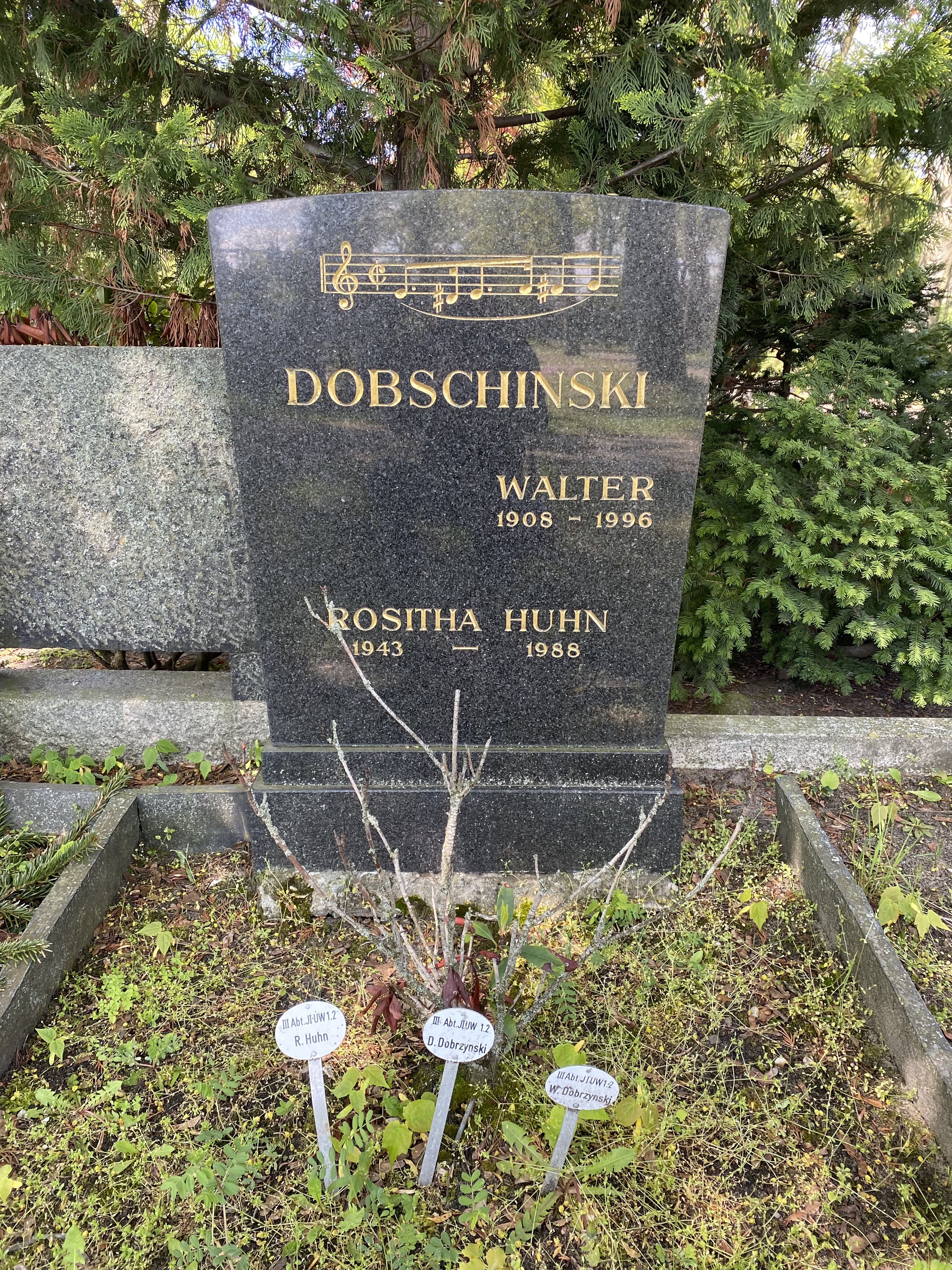
Grabstätte auf dem Luisenfriedhof III

- Ich küsse ihre Hand, Madame (Detlev Lais)
- Der alte Laternenanzünder (Peter Rebhuhn)
- Sensation am Broadway (Ilja Glusgal)

1948
- Gib mir ’nen Kuss (Rita Paul)
- Es war einmal eine Liebe (Detlev Lais)
- Ciu, Ciu, Ciu (Rita Paul und Ilja Glusgal)
- Negermamas Wiegenlied (Detlev Lais)
- Chi-baba, Chi-baba (Ilja Glusgal)
- Nach Regen scheint Sonne (Ilja Glusgal)
- Ja, so fängt es immer an (Rita Paul)
- Fettpolka (Corni-Trio)
- Urwald-Revue (Rita Paul)
- Doctor Lawyer, Indian Chief (Drei Wolterries)
- Manana, Manana (Rita Paul)
- O Donna Juanita (Rita Paul und Ilja Glusgal)
- Schau mich bitte nicht so an (Werner Schmah)
- Maria von Bahia (Ilja Glusgal)
- Ach, lachen sie doch (Ilja Glusgal)

1949
- Wenn die Glocken hell erklingen (Werner Schmah)
- The Rich Maharadja of Magador (Ilja Glusgal)
- Geisterreiter (Rita Paul und Cornel-Trio)